# Norbert Ozimek
Norbert Wojciech Ozimek (ur. 24 stycznia 1945 w Warszawie) – polski sztangista, dwukrotny medalista olimpijski i czterokrotny medalista mistrzostw świata.

## Kariera
Startował w wadze półciężkiej (do 82,5 kg). W 1965 roku zwyciężył na mistrzostwach świata w Teheranie z wynikiem 472,5 kg w trójboju. Pokonał tam Aleksandra Kidajewa z ZSRR oraz kolejnego Polaka, Jerzego Kaczkowskiego. Podczas igrzysk olimpijskich w Meksyku w 1968 roku zdobył brązowy medal z takim samym wynikiem. Wyprzedzili go tylko dwaj reprezentanci ZSRR: Boris Sielicki i Wołodymyr Bielajew; obaj uzyskali wynik 485 kg. Ozimek zdobył tym samym brązowy medal mistrzostw świata.
Rezultat ten poprawił podczas igrzysk olimpijskich w Monachium cztery lata później, kiedy wywalczył tytuł wicemistrzowski z wynikiem 497,5 kg. W zawodach tych rozdzielił na podium Leifa Jenssena z Norwegii i Węgra Györgya Horvátha. W międzyczasie zdobył też srebrny medal na mistrzostwach świata w Columbus, plasując się między dwoma radzieckimi sztangistami: Giennadijem Iwanczenko i Dawidem Rigiertem.
Ponadto Ozimek zdobył trzy medale mistrzostw Europy: srebrny na ME w Leningradzie (1968) oraz brązowe na ME w Sofii (1965) i ME w Warszawie (1969).
Pięciokrotnie był mistrzem Polski (w latach 1966, 1967, 1968, 1969 i 1971). W 1965 roku ustanowił rekord świata w rwaniu.
Reprezentował Legię Warszawa. Po zakończeniu kariery został trenerem, m.in. polskiej kadry narodowej.
W 1972 został odznaczony Krzyżem Kawalerskim Orderu Odrodzenia Polski.